# 内藤実穂
内藤 実穂（ないとう みのり、1994年4月26日 - ）は、大阪府出身の女子ソフトボール選手（内野手）。ビックカメラ高崎ビークイーン所属。ソフトボール日本代表。2021年開催の東京オリンピック金メダリスト。

## 経歴
小学1年からソフトボールを始め、岸和田市立岸城中学校時代は全国中学校ソフトボール大会で2年連続3位。進学した佐賀女子高校では2010年、2011年とインターハイ準優勝を果たした。2013年にルネサスエレクトロニクス高崎（現ビックカメラ高崎）に投手として入団。同年ジュニア代表に選出され第10回世界ジュニア選手権に出場し優勝した。
バントや小技の上手さや勝負強い打撃に定評があり、日本リーグでは2020年、2021年にベストナイン。日本代表には2017年のアジア選手権で初選出。翌2018年には世界選手権準優勝、アジア大会優勝を果たした。ジャパンカップ国際大会、USAインターナショナルカップなどにも出場している。
2021年に開催された東京オリンピック日本代表に選出され、大会では初戦でチーム1号本塁打を放ったほか、一塁手として無失策を記録。決勝戦で「神ゲッツー」を見せた遊撃手の渥美万奈を抑え最優秀守備選手に輝いた。
2020年から2023年にかけてビックカメラ高崎ビークイーンの主将を務めた。また、2022年・2023年は日本代表でも主将を務め、ワールドゲームズ、ワールドカップ（グループステージ）、アジア大会などで代表チームを牽引した。

## 人物・エピソード
東京オリンピックで金メダルを獲得した功績をたたえ、2022年1月11日、佐賀県佐賀市の佐賀女子短期大学前、旭学園第１体育館入口に記念のゴールドポスト（第47号）が設置された（ゴールドポストプロジェクト）。

## 詳細情報

### 日本リーグ個人表彰
- 2020年 - ベストナイン賞（一塁手）
- 2021年 - ベストナイン賞（一塁手）

### 背番号
- 5（2013 - 2019）
- 10（2020 - 2023）
- 5（2024 - ）